# Moaiad Abdeen
Moaiad Abdeen Maki (ur. 21 maja 1996 w Atbarze) – sudański piłkarz grający na pozycji prawego obrońcy. Od 2021 jest zawodnikiem klubu Alamal SC Atbara.

## Kariera klubowa
Swoją karierę piłkarską Abdeen rozpoczął w klubie Al-Watan Atbara, w którym zadebiutował w 2014 roku. W latach 2016–2017 grał w Alamal SC Atbara, a w latach 2018-2020 w El Hilal SC El Obeid. W sezonie 2020/2021 grał w Al-Hilal, z którym wywalczył mistrzostwo Sudanu. W 2021 wrócił do Alamal SC.

## Kariera reprezentacyjna
W reprezentacji Sudanu Abdeen zadebiutował 8 grudnia 2019 w zremisowanym 1:1 meczu Pucharu CECAFA 2019 z Tanzanią, rozegranym w Kampali. W 2022 roku został powołany do kadry na Puchar Narodów Afryki 2021. Na tym turnieju nie rozegrał żadnego meczu.